# Catharsius bicornutus
Catharsius bicornutus là một loài bọ cánh cứng trong họ Bọ hung (Scarabaeidae).